# سفارة كوريا الجنوبية في البرازيل
سفارة كوريا الجنوبية في البرازيل هي أرفع تمثيل دبلوماسي لدولة كوريا الجنوبية لدى البرازيل. تقع السفارة في برازيليا وهي تهدف لتعزيز المصالح الكورية جنوبية في البرازيل.

## وصلات خارجية
- الموقع الرسمي
- قائمة سفارات كوريا الجنوبية
- قائمة السفارات في البرازيل